# V1511 Геркулеса
V1511 Геркулеса (лат. V1511 Herculis) — двойная затменная переменная звезда типа W Большой Медведицы (EW) в созвездии Геркулеса на расстоянии приблизительно 1026 световых лет (около 315 парсек) от Солнца. Видимая звёздная величина звезды — от +11,91m до +11,5m. Орбитальный период — около 0,3501 суток (8,4019 часа).
Открыта проектом ROTSE-1 в 2000 году*.

## Характеристики
Первый компонент — жёлто-белая звезда спектрального класса F*. Радиус — около 1,26 солнечного, светимость — около 1,778 солнечной. Эффективная температура — около 6096 K*.
Второй компонент — жёлто-белая звезда спектрального класса F*. Эффективная температура — около 6038 K*.